# Atelognathus jeinimenensis
Atelognathus jeinimenensis är en groddjursart som beskrevs av Meriggio, Veloso, Young och Jose J. Nuñez 2004. Atelognathus jeinimenensis ingår i släktet Atelognathus och familjen Ceratophryidae. IUCN kategoriserar arten globalt som nära hotad. Inga underarter finns listade.